# Affection

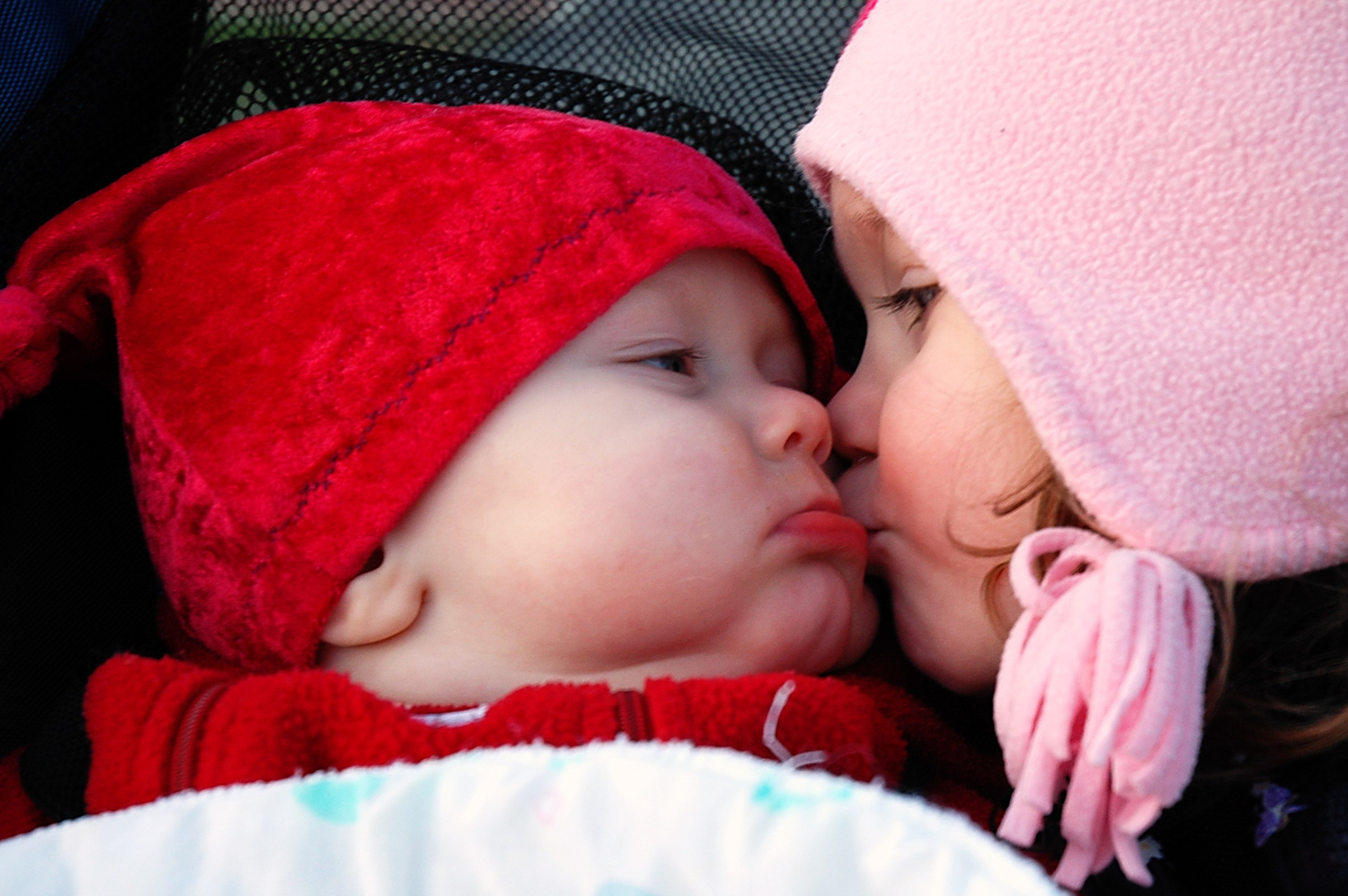
Un baiser peut exprimer l'affection.

Pour les articles homonymes, voir Affection (homonymie).
L'affection (du latin affectio signifiant ici « affection » ou « bienveillance ») est un sentiment du type amour au sens très large : un sentiment positif donc qui comme les autres formes d'amour nous fait souhaiter le bien-être ou le bonheur d'autrui de manière réciproque, voire nous pousse à y participer de notre mieux. On peut comparer l'affection à l'amitié ou la tendresse, et son expression à la bienveillance ou tout simplement à la bonté. Une personne manifestant de l'affection est dite affectueuse.
L'affection a suscité un nombre d'études en philosophie et psychologie concernant le sentiment lui-même (populairement l'amour, la dévotion, etc.) ainsi que l'influence de cet état d'âme.

## Psychologie
Dans la psychologie, les termes affect et affection sont de grande importance. Comme tous les phénomènes intellectuels ont été classés en tant que sensations par des scientifiques, toute émotion est perçue en tant que simple affection mentale, l'élément par lequel toutes les manifestations émotionnelles sont grandement prononcées. 
Le psychologue américain Henry Murray (1893–1988) a développé une théorie de personnalité organisée en termes de motivations et de besoins. D'après Murray, ces besoins psychogéniques fonctionnent majoritairement par l'inconscience, mais jouent un rôle majeur dans la personnalité des individus. Murray classifie ces cinq besoins d'affection :
1. Affiliation : passer du temps avec d'autres individus ;
2. Protection : prendre soin d'une autre personne ;
3. Jeu : s'amuser avec les autres ;
4. Rejet social : rejet d'autres individus ;
5. Attention : être utile ou protecteur auprès des autres.